# Microlicia setosa
Microlicia setosa är en tvåhjärtbladig växtart som först beskrevs av Spreng., och fick sitt nu gällande namn av Dc.. Microlicia setosa ingår i släktet Microlicia och familjen Melastomataceae. Inga underarter finns listade i Catalogue of Life.